# بيلمونت (إلينوي)
بيلمونت (بالإنجليزية: Bellmont)‏ هي معلم جغرافي تقع في الولايات المتحدة في إلينوي.

## الموقع الجغرافي
الموقع الجغرافي للمناطق المحيطة بهذه النقطة هو كالتالي: